# Süper Lig 2008/09
Die Turkcell Süper Lig 2008/09 war die 51. Saison der höchsten türkischen Spielklasse im Fußball der Männer. Die Saison begann am 23. August 2008 mit einem Heimspiel des amtierenden Meisters Galatasaray Istanbul gegen Denizlispor (4:1) und endete am 30. Mai 2009 mit dem 34. Spieltag.
Türkischer Meister wurde zum dreizehnten Mal Beşiktaş Istanbul, der sich am 34. Spieltag mit einem 2:1-Sieg im Auswärtsspiel gegen Denizlispor die Meisterschaft sicherte. Absteigen mussten Konyaspor, Kocaelispor und Hacettepe SK.

## Teilnehmer
Für die Süper Lig 2008/09 sind zu den aus der vorherigen Saison verbliebenen 15 Vereine die drei Aufsteiger aus der letzten Zweitligasaison dazugekommen. Die Aufsteiger waren der Zweitligameister Kocaelispor, der Vizemeister Antalyaspor und der Play-off-Sieger Eskişehirspor. Während Antalyaspor mit dem Aufstieg den direkten Wiederaufstieg in die Süper Lig erreichte, kehrte Kocaelispor nach fünf Jahren Abstinenz und Eskişehirspor nach 13 Jahren Abstinenz wieder in die Süper Lig zurück.

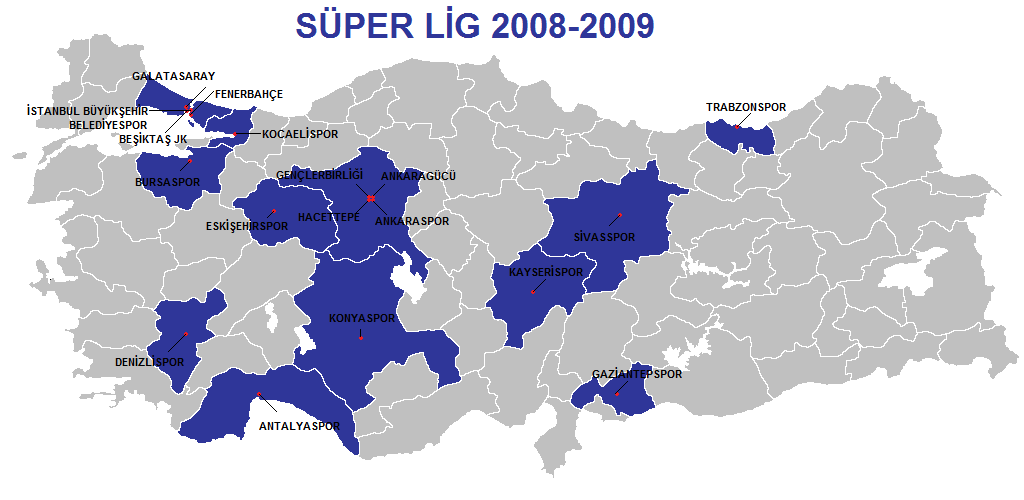
Städte der Süper Lig Saison 2008/09

- Gençlerbirliği OFTAŞ → Hacettepe SK

| Verein                | Stadt     | Vorjahr    |
| --------------------- | --------- | ---------- |
| Galatasaray Istanbul  | Istanbul  | Meister    |
| Fenerbahçe Istanbul   | Istanbul  | 2.         |
| Beşiktaş Istanbul     | Istanbul  | 3.         |
| Sivasspor             | Sivas     | 4.         |
| Kayserispor           | Kayseri   | 5.         |
| Trabzonspor           | Trabzon   | 6.         |
| Denizlispor           | Denizli   | 7.         |
| MKE Ankaragücü        | Ankara    | 8.         |
| Gaziantepspor         | Gaziantep | 9.         |
| Ankaraspor            | Ankara    | 10.        |
| Gençlerbirliği OFTAŞ  | Ankara    | 11.        |
| Istanbul BB           | Istanbul  | 12.        |
| Bursaspor             | Bursa     | 13.        |
| Konyaspor             | Konya     | 14.        |
| Gençlerbirliği Ankara | Ankara    | 15.        |
| Kocaelispor           | İzmit     | Aufsteiger |
| Antalyaspor           | Antalya   | Aufsteiger |
| Eskişehirspor         | Eskişehir | Aufsteiger |

## Saisonverlauf

### Meisterschaftsentscheidung

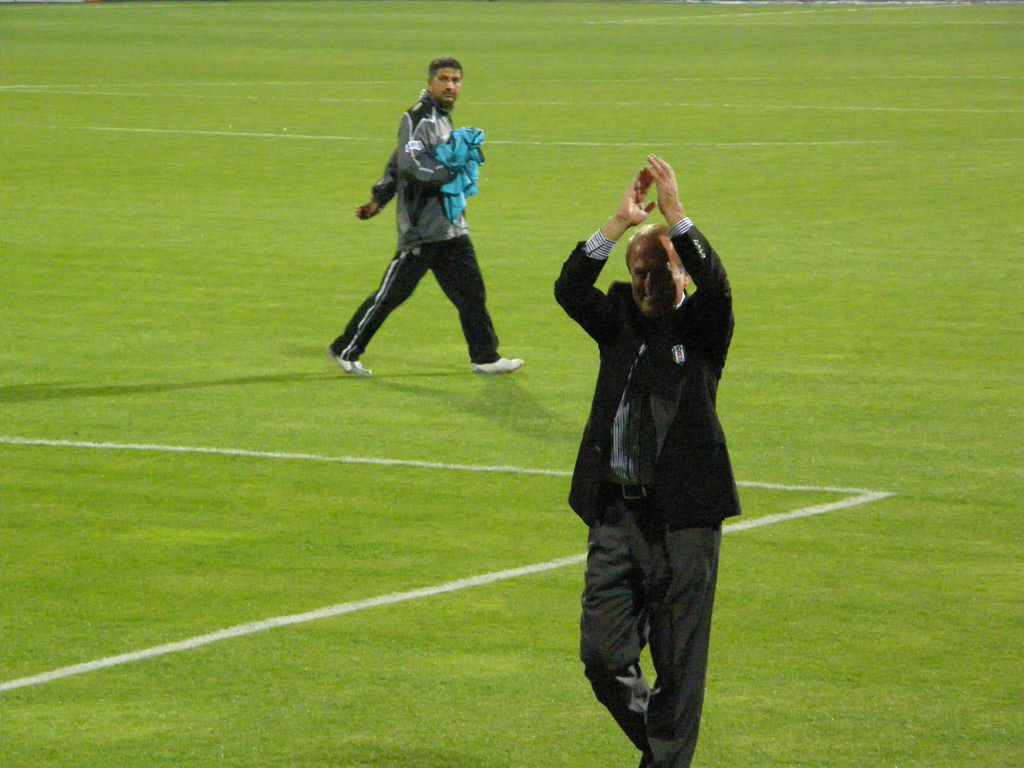
Mustafa Denizli wurde zum dritten Mal als Trainer Meister

Meister der Saison 2008/09 wurde Beşiktaş Istanbul. Die Saison startete für die Schwarz-Weißen nicht optimal. Am 6. Spieltag kündigte Ertuğrul Sağlam seine Tätigkeit als Chef-Trainer bei Beşiktaş. Sein Nachfolger wurde Mustafa Denizli, Denizli gelang es als erstem Trainer im türkischen Fußball alle drei großen Klubs aus Istanbul zu trainieren. Die Hinrunde wurde auf dem 6. Platz abgeschlossen, weshalb an einen Titelgewinn vorerst nicht zu denken war. In der Rückrunde machte Beşiktaş eine sensationelle Aufholjagd. Man verlor nur ein Spiel und holte 40 Punkte. Einige Wochen vorher wurde Beşiktaş Istanbul türkischer Pokalsieger. Die gewonnene Meisterschaft war für Mustafa Denizli ein besonderer Titel. Er schaffte es als erster Trainer in der Geschichte der Turkcell Süper Lig mit Beşiktaş, Fenerbahçe und Galatasaray türkischer Meister zu werden.
Sivasspor bestätigte seine gute Leistung aus dem Vorjahr und schloss die Saison, zum ersten Mal in der Vereinsgeschichte, als Vizemeister ab. Sivasspor führte die Tabelle mit 17 Spieltagen am meisten in der Liga an, jedoch verlor man im Endspurt der Saison viele wichtige Punkte und dadurch die Chance als zweite Mannschaft außerhalb Istanbuls Meister zu werden.
Trabzonspor spielte die Saison 2008/09 mit einem komplett neuem Kader. Die Mannschaft vom Schwarzen Meer war nach Sivasspor am häufigsten Tabellenführer. Trotzdem war die Leistung nicht konstant genug. Am letzten Spieltag verpasste Trabzonspor den Sprung auf Platz 2. und damit die Champions-League-Qualifikation, sie verloren gegen Fenerbahçe mit 1:2.

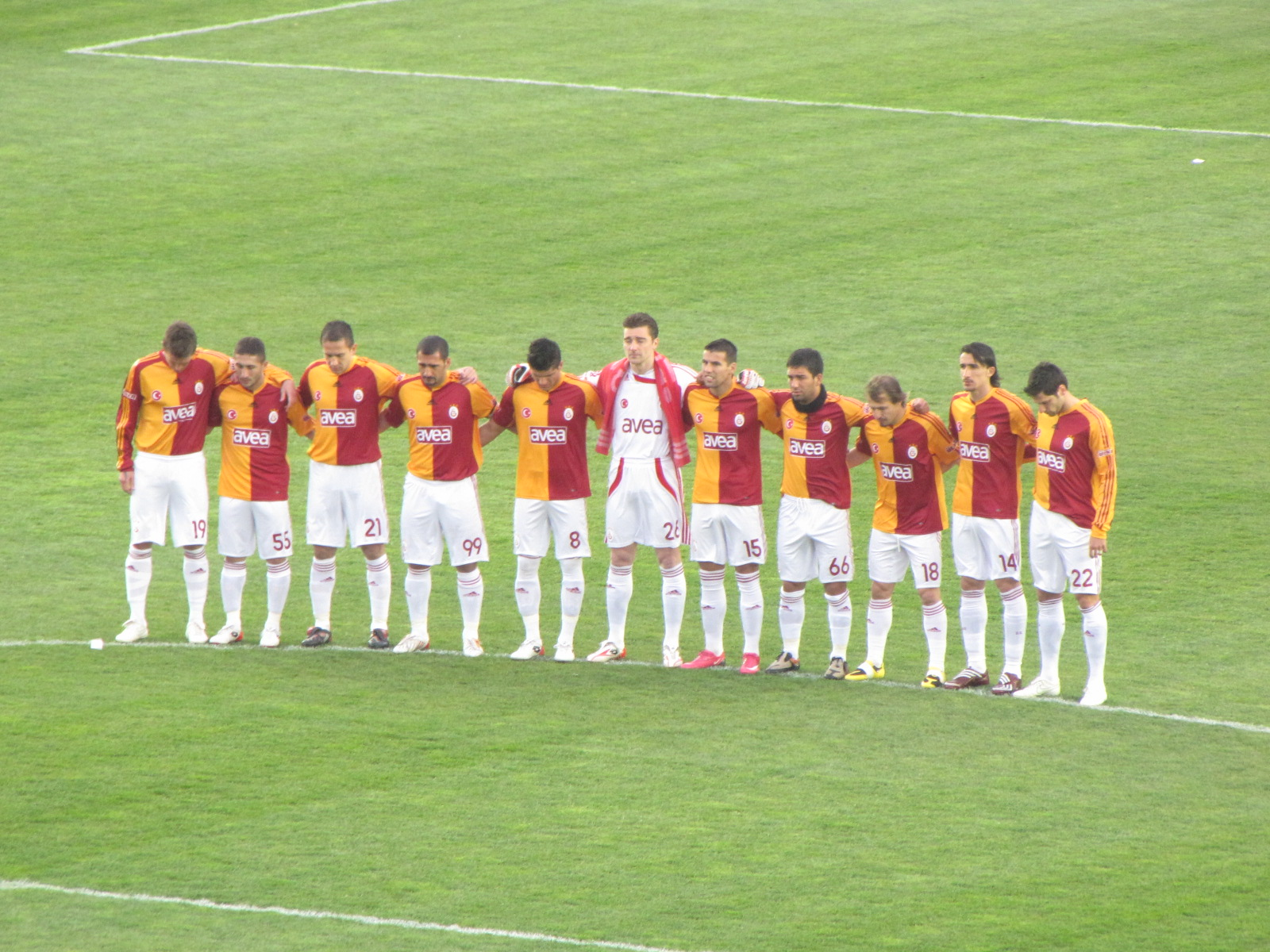
Schweigeminute vor dem Spiel Galatasaray – Fenerbahçe

Die Saison 2008/09 war für Fenerbahçe Istanbul eine Enttäuschung. Vor der Saison verpflichtete der Rekordmeister den neuen Europameister Luis Aragonés und den spanischen Torschützenkönig Daniel Güiza. Wie im Vorjahr beendete man die Saison ohne Titel. Ein Trost war die Finalteilnahme am türkischen Pokal. Am Ende der Saison wurde bekannt, dass Fenerbahçe Aragonés entlassen wird und Christoph Daum zurück an den Bosporus holt.
Bei Galatasaray Istanbul waren die Erwartungen für die Saison 2008/09 hoch. Die Rot-Gelben wollten ihren Titel verteidigen und verpflichteten bekannte Spieler wie Fernando Meira, Harry Kewell und Milan Baroš. Die Mannschaft wurde von Michael Skibbe trainiert. Skibbe wurde im Februar 2009 nach einer 2:5-Niederlage gegen Kocaelispor im Heimstadion entlassen. Sein Nachfolger wurde der ehemalige Galatasaray-Spieler Bülent Korkmaz. Unter Korkmaz wurde es nicht besser und man beendete die Saison als Fünfter.

### Mittelfeld
Bursaspor spielte eine gute Saison, in der Rückrunde war man mit 33 Punkten die zweitbeste Mannschaft hinter Beşiktaş Istanbul und sie spielten bis zum letzten Spieltag um die Teilnahme für die UEFA Europa League. Kayserispor spielte nicht den offensiven Fußball wie in der Saison zuvor. Daher hatte Kayserispor in der gesamten Saison die wenigsten Gegentore. Gaziantepspor und Istanbul BB durchliefen eine durchwachsene Saison.

### Abstiegskampf
Bis zum 32. Spieltag konnten acht Mannschaften in die Zweitklassigkeit stürzen. Ankaraspor gehörte überraschend in der Hinrunde zu den Meisterkandidaten. Sie waren mit Fenerbahçe und Galatasaray punktgleich auf dem 4. Platz und hatten vorerst das Ziel, sich für einen Europa-Cup-Platz zu qualifizieren. Die Rückrunde war jedoch für den Hauptstadtklub ein Desaster. Mit acht Punkten war die Mannschaft von Aykut Kocaman die schlechteste in der Rückrunde, nur durch die gute Hinrunde sicherte die Mannschaft den Klassenerhalt. Am 31. Spieltag standen die ersten beiden Absteiger fest: Kocaelispor und Hacettepespor. Der Abstieg von Hacettepespor war für viele eine Frage der Zeit. Die Mannschaft spielte die gesamte Saison lang einen schlechten Fußball. Für Kocaelispor ging es bereits nach nur einem Jahr zurück in die Bank Asya 1. Lig. Höhepunkt der Saison war für Kocaelispor der 5:2-Auswärtssieg gegen Galatasaray Istanbul. Am 34. Spieltag ging es für Gençlerbirliği Ankara, Antalyaspor und Konyaspor um den Verbleib in der Turkcell Süper Lig. Konyaspor musste trotz eines Sieges gegen Ankaraspor (3:0) und einer Niederlage von Gençlerbirliği Ankara (0:4, gegen Kayserispor) in die 2. Liga. Im direkten Vergleich zwischen Gençlerbirliği, Denizlispor und Konyaspor war die Bilanz gegen Konyaspor.

## Statistiken

### Abschlusstabelle
| Pl. | Verein                   | Sp. | S  | U  | N  | Tore    | Diff. | Punkte |
| --- | ------------------------ | --- | -- | -- | -- | ------- | ----- | ------ |
| 1.  | Beşiktaş Istanbul        | 34  | 21 | 8  | 5  | 060:300 | +30   | 71     |
| 2.  | Sivasspor                | 34  | 19 | 9  | 6  | 054:280 | +26   | 66     |
| 3.  | Trabzonspor              | 34  | 19 | 8  | 7  | 054:340 | +20   | 65     |
| 4.  | Fenerbahçe Istanbul      | 34  | 18 | 7  | 9  | 060:360 | +24   | 61     |
| 5.  | Galatasaray Istanbul (M) | 34  | 18 | 7  | 9  | 057:390 | +18   | 61     |
| 6.  | Bursaspor                | 34  | 16 | 10 | 8  | 047:360 | +11   | 58     |
| 7.  | Kayserispor (P)          | 34  | 13 | 11 | 10 | 038:260 | +12   | 50     |
| 8.  | Gaziantepspor            | 34  | 12 | 11 | 11 | 046:480 | −2    | 47     |
| 9.  | Istanbul BB              | 34  | 12 | 6  | 16 | 037:460 | −9    | 42     |
| 10. | Ankaraspor               | 34  | 11 | 8  | 15 | 036:420 | −6    | 41     |
| 11. | Eskişehirspor (N)        | 34  | 10 | 10 | 14 | 045:490 | −4    | 40     |
| 12. | Antalyaspor (N)          | 34  | 10 | 10 | 14 | 034:420 | −8    | 40     |
| 13. | MKE Ankaragücü           | 34  | 11 | 6  | 17 | 036:470 | −11   | 39     |
| 14. | Gençlerbirliği Ankara    | 34  | 10 | 8  | 16 | 038:500 | −12   | 38     |
| 15. | Denizlispor              | 34  | 11 | 5  | 18 | 039:520 | −13   | 38     |
| 16. | Konyaspor                | 34  | 10 | 8  | 16 | 035:460 | −11   | 38     |
| 17. | Kocaelispor (N)          | 34  | 8  | 5  | 21 | 047:730 | −26   | 29     |
| 18. | Hacettepe SK             | 34  | 5  | 7  | 22 | 024:630 | −39   | 22     |

Platzierungskriterien: 1. Punkte – 2. Direkter Vergleich (Punkte, Tordifferenz, geschossene Tore) – 3. Tordifferenz – 4. geschossene Tore

| (M) | amtierender türkischer Meister         |
| (P) | amtierender türkischer Pokalsieger     |
| (N) | Neuaufsteiger aus der 2. Lig A 2007/08 |

### Kreuztabelle
Die Kreuztabelle stellt die Ergebnisse aller Spiele dieser Saison dar. Die Heimmannschaft ist in der linken Spalte aufgelistet und die Gastmannschaft in der obersten Reihe.
| 2008/09 | 2008/09               | Galatasaray Istanbul | Fenerbahçe Istanbul | Beşiktaş Istanbul | Sivasspor |     | Trabzonspor | Denizlispor | MKE Ankaragücü | Gaziantepspor | Ankaraspor | Hacettepe SK | Istanbul BB | Bursaspor | Konyaspor | Gençlerbirliği Ankara | Kocaelispor | Antalyaspor | Eskişehirspor |
| ------- | --------------------- | -------------------- | ------------------- | ----------------- | --------- | --- | ----------- | ----------- | -------------- | ------------- | ---------- | ------------ | ----------- | --------- | --------- | --------------------- | ----------- | ----------- | ------------- |
| 01.     | Galatasaray Istanbul  |                      | 0:0                 | 4:2               | 2:1       | 1:1 | 3:0         | 4:1         | 1:0            | 3:1           | 1:1        | 3:1          | 2:0         | 2:1       | 4:1       | 2:1                   | 2:5         | 1:1         | 0:1           |
| 02.     | Fenerbahçe Istanbul   | 4:1                  |                     | 2:1               | 4:2       | 1:4 | 0:0         | 1:0         | 1:2            | 1:1           | 2:0        | 7:0          | 2:0         | 5:2       | 4:2       | 3:0                   | 1:1         | 2:0         | 2:1           |
| 03.     | Beşiktaş Istanbul     | 2:1                  | 1:2                 |                   | 1:1       | 1:0 | 1:1         | 1:0         | 1:0            | 3:0           | 1:3        | 2:1          | 2:1         | 0:0       | 2:0       | 3:0                   | 5:2         | 1:0         | 2:0           |
| 04.     | Sivasspor             | 2:0                  | 2:1                 | 1:1               |           | 0:0 | 3:0         | 3:1         | 3:0            | 3:0           | 1:1        | 2:1          | 1:2         | 3:1       | 1:0       | 3:2                   | 2:0         | 1:0         | 1:0           |
| 05.     | Kayserispor           | 0:0                  | 0:2                 | 1:0               | 0:0       |     | 1:1         | 2:0         | 2:0            | 3:0           | 1:2        | 1:0          | 2:0         | 0:0       | 1:1       | 1:3                   | 1:0         | 0:0         | 1:0           |
| 06.     | Trabzonspor           | 2:2                  | 1:2                 | 0:0               | 0:0       | 4:1 |             | 0:2         | 2:1            | 1:1           | 2:0        | 1:0          | 0:0         | 1:0       | 0:1       | 2:0                   | 2:1         | 3:2         | 2:1           |
| 07.     | Denizlispor           | 0:2                  | 0:1                 | 1:2               | 0:2       | 1:0 | 0:1         |             | 1:1            | 2:0           | 2:0        | 0:0          | 2:1         | 4:3       | 2:1       | 2:2                   | 2:1         | 3:2         | 3:2           |
| 08.     | MKE Ankaragücü        | 0:3                  | 0:0                 | 1:3               | 0:2       | 1:3 | 1:2         | 3:0         |                | 3:1           | 1:0        | 1:0          | 0:0         | 1:1       | 1:3       | 0:2                   | 4:0         | 0:1         | 3:2           |
| 09.     | Gaziantepspor         | 0:1                  | 1:0                 | 0:3               | 2:1       | 0:0 | 3:2         | 2:1         | 2:2            |               | 2:0        | 0:0          | 1:4         | 2:0       | 0:1       | 2:0                   | 5:2         | 1:1         | 1:1           |
| 10.     | Ankaraspor            | 0:0                  | 1:0                 | 1:4               | 2:0       | 2:2 | 0:2         | 2:0         | 0:1            | 0:2           |            | 4:0          | 1:2         | 0:2       | 3:0       | 0:0                   | 4:0         | 0:0         | 2:0           |
| 11.     | Hacettepe SK          | 2:0                  | 2:1                 | 2:3               | 1:2       | 0:3 | 1:4         | 1:0         | 0:1            | 0:0           | 3:1        |              | 2:1         | 1:2       | 1:2       | 0:3                   | 0:4         | 1:2         | 2:2           |
| 12.     | Istanbul BB           | 0:1                  | 2:0                 | 1:1               | 0:3       | 1:0 | 0:4         | 0:2         | 1:2            | 1:1           | 1:2        | 1:0          |             | 0:1       | 2:0       | 3:1                   | 5:0         | 2:1         | 0:0           |
| 13.     | Bursaspor             | 2:1                  | 2:1                 | 0:0               | 1:1       | 1:0 | 2:1         | 2:0         | 2:0            | 2:2           | 0:1        | 0:0          | 2:0         |           | 3:0       | 2:0                   | 1:1         | 1:1         | 1:2           |
| 14.     | Konyaspor             | 0:1                  | 1:2                 | 0:0               | 0:0       | 0:0 | 2:3         | 1:1         | 3:2            | 2:3           | 3:0        | 2:0          | 1:2         | 0:0       |           | 2:2                   | 2:0         | 2:0         | 1:2           |
| 15.     | Gençlerbirliği Ankara | 1:3                  | 1:0                 | 1:3               | 1:2       | 0:4 | 0:1         | 0:0         | 2:0            | 1:0           | 1:1        | 3:1          | 0:0         | 1:2       | 1:0       |                       | 1:1         | 1:2         | 3:1           |
| 16.     | Kocaelispor           | 1:4                  | 2:3                 | 1:3               | 0:2       | 1:2 | 1:3         | 3:2         | 1:1            | 2:5           | 3:1        | 4:0          | 2:3         | 2:3       | 3:0       | 0:2                   |             | 1:0         | 1:0           |
| 17.     | Antalyaspor           | 1:0                  | 1:1                 | 2:3               | 2:1       | 2:1 | 0:1         | 2:1         | 1:0            | 1:4           | 1:1        | 1:1          | 1:0         | 2:3       | 0:1       | 4:2                   | 0:0         |             | 0:0           |
| 18.     | Eskişehirspor         | 4:2                  | 2:2                 | 0:2               | 2:2       | 1:0 | 2:5         | 4:3         | 1:3            | 1:1           | 2:0        | 0:0          | 6:1         | 1:2       | 0:0       | 0:0                   | 2:1         | 2:0         |               |

### Torschützenliste

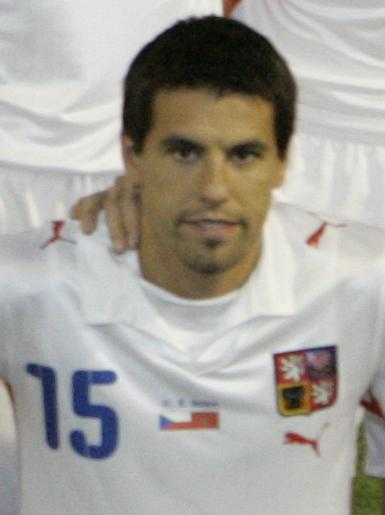
Milan Baroš

Torschützenkönig der Saison 2008/09 wurde mit 20 Toren Milan Baroš von Galatasaray Istanbul.
| Pl. | Nat.       | Spieler          | Verein               | Tore |
| --- | ---------- | ---------------- | -------------------- | ---- |
| 1   | Tschechien | Milan Baroš      | Galatasaray Istanbul | 20   |
| 2   | Turkei     | Taner Gülleri    | Kocaelispor          | 18   |
| 3   | Turkei     | Gökhan Ünal      | Trabzonspor          | 15   |
| 4   | Turkei     | Mehmet Yıldız    | Sivasspor            | 14   |
|     | Turkei     | Umut Bulut       | Trabzonspor          | 14   |
| 6   | Guinea-a   | Souleymane Youla | Eskişehirspor        | 13   |
| 7   | Brasilien  | Beto             | Gaziantepspor        | 12   |
| 8   | Brasilien  | Alex             | Fenerbahçe Istanbul  | 11   |
|     | Spanien    | Daniel Güiza     | Fenerbahçe Istanbul  | 11   |
|     | Brasilien  | Bobô             | Beşiktaş Istanbul    | 11   |
|     | Brasilien  | Rodrigo Tabata   | Gaziantepspor        | 11   |
|     | Turkei     | Sercan Yıldırım  | Bursaspor            | 11   |

### Scorerliste
| Pl. | Nat.       | Spieler          | Verein               | Gesamt | Tore | Vorlagen |
| --- | ---------- | ---------------- | -------------------- | ------ | ---- | -------- |
| 1   | Turkei     | Taner Gülleri    | Kocaelispor          | 29     | 18   | 11       |
| 2   | Tschechien | Milan Baroš      | Galatasaray Istanbul | 27     | 20   | 7        |
| 3   | Brasilien  | Alex             | Fenerbahçe Istanbul  | 25     | 11   | 14       |
| 4   | Turkei     | Gökhan Ünal      | Trabzonspor          | 23     | 14   | 9        |
|     | Brasilien  | Lincoln          | Galatasaray Istanbul | 23     | 08   | 15       |
|     | Turkei     | Mehmet Yıldız    | Sivasspor            | 23     | 14   | 9        |
| 7   | Guinea-a   | Souleymane Youla | Eskişehirspor        | 21     | 13   | 8        |
|     | Turkei     | Rodrigo Tello    | Beşiktaş Istanbul    | 20     | 06   | 14       |

### Meiste Torvorlagen
| Pl. | Nat.      | Spieler       | Verein               | Vorlagen |
| --- | --------- | ------------- | -------------------- | -------- |
| 1   | Brasilien | Lincoln       | Galatasaray Istanbul | 15       |
| 2   | Chile     | Rodrigo Tello | Beşiktaş Istanbul    | 14       |
|     | Brasilien | Alex          | Fenerbahçe Istanbul  | 14       |
| 4   | Turkei    | Özer Hurmacı  | Ankaraspor           | 13       |
| 5   | Turkei    | Taner Gülleri | Kocaelispor          | 11       |
| 6   | Turkei    | Selçuk İnan   | Trabzonspor          | 10       |

## Spielstätten
| Verein               | Stadion                 | Kapazität |                       | Verein                    | Stadion | Kapazität |
| Ankaraspor           | Yenikent Asaş Stadı     | 19.626    | Gençlerbirliği Ankara | 19 Mayıs Stadion          | 19.209  |           |
| Antalyaspor          | Antalya Atatürk Stadı   | 11.137    | Hacettepespor         | 19 Mayıs Stadion          | 19.209  |           |
| Beşiktaş Istanbul    | Inönü-Stadion           | 32.086    | Istanbul BB           | Atatürk-Olympiastadion    | 76.092  |           |
| Bursaspor            | Bursa Atatürk Stadı     | 18.587    | Kayserispor           | Kayseri Kadir Has Stadı   | 32.986  |           |
| Denizlispor          | Denizli Atatürk Stadı   | 15.459    | Kocaelispor           | Ismetpaşa Stadı           | 12.710  |           |
| Eskişehirspor        | Eskişehir Atatürk Stadı | 13.520    | Konyaspor             | Konya-Atatürk-Stadion     | 21.968  |           |
| Fenerbahçe Istanbul  | Şükrü-Saraçoğlu-Stadion | 50.509    | MKE Ankaragücü        | 19 Mayıs Stadion          | 19.209  |           |
| Galatasaray Istanbul | Ali-Sami-Yen-Stadion    | 22.800    | Sivasspor             | Sivas 4 Eylül Stadı       | 15.000  |           |
| Gaziantepspor        | Kamil-Ocak-Stadion      | 16.981    | Trabzonspor           | Hüseyin-Avni-Aker-Stadion | 19.649  |           |

## Die Meistermannschaft von Beşiktaş Istanbul
Es sind alle Spieler aufgelistet die mindestens einmal auf der Ersatzbank saßen.
| 1. | Beşiktaş Istanbul |
|    | - Tor: Hakan Arıkan (6 Spiele/ kein Tor); Korcan Çelikay (-/-); Rüştü Reçber (29/-) - Abwehr: Serdar Kurtuluş (14/-); Anthony Šerić (3/-)1; Tomáš Sivok (29/2); Ali Tandoğan (6/-)1; İbrahim Toraman (28/2); İbrahim Üzülmez (27/-); Tuna Üzümcü (-/-)1; Gökhan Zan (19/1); Tomáš Zápotočný (23/2) - Mittelfeld: Édouard Cissé (29/-); Ekrem Dağ (25/1); Matías Delgado (26/6); Fabian Ernst (16/2); Uğur İnceman (21/-); Aydın Karabulut (3/-); Serdar Özkan (25/1); Yusuf Şimşek (17/3); Rodrigo Tello (32/6); Erkan Zengin (2/-) - Angriff: Bobô (32/11); Filip Hološko (30/10); Batuhan Karadeniz (3/1)1; Mert Nobre (27/10) - Trainer: Mustafa Denizli 1A. Šerić, A. Tandoğan, T. Üzümcü und B. Karadeniz bestritten nur die erste Saisonhälfte für Beşiktaş Istanbul |